# روبرت ميلسوم
روبرت ميلسوم (بالإنجليزية: Robert Milsom)‏ ، من مواليد 2 يناير 1987 في ريدهيل في إنجلترا ، لاعب كرة قدم إنجليزي.
و قد بدأ مسيرته الكروية مع نادي فولهام.

## روابط خارجية
- روبرت ميلسوم على موقع قاعدة بيانات كرة القدم.إي يو (الإنجليزية)
- روبرت ميلسوم على موقع Soccerbase.com (لاعب) (الإنجليزية)
- روبرت ميلسوم على موقع Soccerbase.com (لاعب) (الإنجليزية)
- روبرت ميلسوم على موقع عالم كرة القدم.نت (الإنجليزية)